# Gabriel Beristain
Gabriel Beristain (* 9. Mai 1955 in Mexiko-Stadt) ist ein US-amerikanischer Kameramann.

## Leben
Geboren in Mexiko studierte er an der National Film and Television School in England. 1991 zog er in die Vereinigten Staaten von Amerika. 
Beristain ist seit Anfang der 1980er Jahre als Kameramann im Filmgeschäft tätig, zuvor arbeitete als Kameramann im Bereich der Dokumentation und Nachrichten. Er war an mehr als 40 Film- und Fernsehproduktionen beteiligt. 1995 und 1999 war er für seine Arbeit jeweils für den Premio Ariel nominiert. Seit 1999 ist er Mitglied der British Society of Cinematographers, seit dem 2000 auch der American Society of Cinematographers.
Er ist verheiratet und Vater mehrerer Kinder. 

## Filmografie (Auswahl)
- 1983: Carne de tu carne
- 1985: Christmas Present
- 1986: Caravaggio
- 1987: Lost Belongings (Miniserie, 6 Episoden)
- 1988: Joyriders
- 1988: Der Kurier (The Courier)
- 1989: Venus Peter (Venus Peter)
- 1990: Zeichen und Wunder (Waiting for the Light)
- 1990: Killing Dad or How to Love Your Mother
- 1991: K2 – Das letzte Abenteuer (K2)
- 1992: Ein ehrenwerter Gentleman (The Distinguished Gentleman)
- 1993: Blood in, Blood out – Verschworen auf Leben und Tod (Bound by Honor)
- 1993: Crazy Instinct
- 1994: Greedy
- 1995: Dolores (Dolores Claiborne)
- 1997: Noch dümmer (Trial and Error)
- 1997: Die unsichtbare Falle (The Spanish Prisoner)
- 1998: Talos – Die Mumie (Tale of the Mummy)
- 1999: El cometa
- 1998: Jerry Seinfeld: I’m Telling You for the Last Time
- 1999: Molly
- 2002: Blade II
- 2002: The Legacy (Fernsehfilm)
- 2003: S.W.A.T. – Die Spezialeinheit (S.W.A.T.)
- 2004: Blade: Trinity
- 2004: Zwischenfall am Loch Ness (Incident at Loch Ness)
- 2005: Ring 2 (The Ring Two)
- 2006: Shaggy Dog – Hör mal, wer da bellt (The Shaggy Dog)
- 2006: The Sentinel – Wem kannst du trauen? (The Sentinel)
- 2007: Unsichtbar – Zwischen zwei Welten (The Invisible)
- 2008: Street Kings
- 2009: Princess Ka'iulani
- 2010: And Soon the Darkness
- 2011: There Be Dragons
- 2012: Marvel One-Shot: Item 47 (Kurzfilm)
- 2012–2013: Magic City (Fernsehserie, 11 Episoden)
- 2013: Marvel One-Shot: Agent Carter (Kurzfilm)
- 2014: The Strain (Fernsehserie, 4 Episoden)
- 2015: Marvel’s Agent Carter (Fernsehserie, 5 Episoden)
- 2016–2018: MacGyver (Fernsehserie, 22 Episoden)
- 2021: Black Widow
- 2024: The Beekeeper